# Vasojevići
Vasojevići, jedno od najvećih crnogorskih plemena iz skupine Sedam brda. Njihov rodonačelnik je Vaso, čija su braća navodno bili Kraso, Ozro, Pipo i Hoto, utemeljitelji plemena Krasnići, Ozrinići, Piperi i Hoti što bi ih dovelo u vezu s gegijskim plemenima, pošto su dva od tih plemena, Hoti i Krasnići, albanska.